# Sangue giusto
Sangue giusto è un romanzo storico pubblicato da Francesca Melandri nel 2017. Il libro è stato presentato al Premio Strega nel 2018 da Igiaba Scego e Gianpiero Gamaleri;  ed è entrato tra i dodici libri selezionati.
Il romanzo conclude la Trilogia dei padri, concepita e scritta da Francesca Melandri e i cui altri titoli sono: Eva dorme e Più alto del mare. Non collegati dalla presenza di personaggi o situazioni in comune, i tre libri indagano ciascuno una pagina oscura della storia italiana del XX secolo.

## Storia editoriale
Il libro, subito tradotto in tedesco, ha suscitato molto apprezzamento in Germania, Austria e Svizzera; è rimasto per dieci settimane consecutive in cima alla Bestsellerliste del settimanale tedesco Der Spiegel. In Francia, pubblicato da Gallimard, ha ottenuto lusinghiere recensioni, ed è stato selezionato tra i libri proposti per il Prix du Meilleur livre étranger.
In Italia, nonostante la presentazione al Premio Strega e la vittoria al Premio Sila '49, il romanzo non ha avuto altrettanta risonanza che all'estero.

## Trama
In una calda serata dell'agosto 2010, Ilaria Profeti, insegnante quarantenne, raggiunge il suo appartamento al sesto piano di un palazzo senza ascensore. Preavvertita da una vicina, incontra sul pianerottolo un giovane africano che dichiara di essere suo nipote, per il fatto che suo padre è nato da una relazione tra il padre di Ilaria (Attilio Profeti) e una donna etiope, durante la guerra d'Etiopia. Il ragazzo esibisce un documento che lo identifica come Shimeta Ietmgeta Attilaprofeti. Ilaria chiama in aiuto il fratellastro minore, anch'egli di nome Attilio Profeti e i tre, riunitisi, condividono la cena. Il giovane racconta di essere fuggito dal paese natale, dopo una detenzione finita improvvisamente. Egli è stato torturato, insieme a molti altri disgraziati, per cui ha deciso di espatriare e raggiungere i suoi parenti in Italia. Il viaggio della speranza è stato un inferno di percosse, privazioni, ricatti e spoliazioni di tutto ciò che aveva. Sono seguiti due anni di clandestinità e il rifiuto dello Stato italiano di accoglierlo come rifugiato.
Quando restano soli, Ilaria e il giovane Attilio si consultano: il loro padre, ancora vivo, ha novantacinque anni ed è ridotto in condizioni di totale dipendenza dalla seconda moglie e da vari supporti sanitari, come l'ossigeno. Non è il caso di chiedergli nulla. Inoltre ci sono anche altri due fratelli maggiori, uno dei quali approfitta della demenza del padre per estorcergli denaro. Per quanto consapevoli che il ragazzo potrebbe davvero essere un parente, i due sono ancora una volta sbalorditi dai segreti che il loro comune padre si è portato nel corso di una vita. Quando andavano a scuola, lei al liceo e lui alla materna, il babbo faceva una serie di operazioni in modo da accompagnarli entrambi, senza che l'uno sapesse dell'altro. La verità sulla doppia vita di Attilio Profeti senior era arrivata tardi, ne era seguito un divorzio con rancori a non finire. In questo clima di doppiezze, si era salvato il rapporto tra Ilaria e il piccolo Attilio, entrambi molto legati al padre, perché questi aveva dimostrato di amarli a costo di sobbarcarsi una vita intricata e stressante.
Eppure, non per caso, Ilaria riesce a trovare una preziosa scatola che contiene molte carte del padre, oltre a libri. Andato in Etiopia come combattente, Profeti era entrato nell'orbita di Lidio Cipriani, studioso che si prefiggeva di dimostrare scientificamente le presunte gerarchie razziali, atte a classificare i popoli secondo la loro prossimità o alienazione da quelli ritenuti superiori. Attilio, detto Attilaprofeti, aveva vissuto in concubinato con Abeba, ventenne etiope ritenuta sterile, quindi l'aveva lasciata, ignaro del fatto che lei aspettasse un figlio,  per tornare in patria con Cipriani. Il frutto della relazione, Ietmgeta Attilaprofeti, aveva scritto in italiano al padre sin dall'età di undici anni, dimostrando di conoscere perfettamente i nomi dei genitori e fratello di Attilio e informandosi sulla loro salute. Poi aveva accluso una foto. E la corrispondenza era continuata, a senso unico, persino la cerimonia di laurea del giovane era immortalata da una foto.
Dunque Attilio Profeti aveva avuto un figlio precedente a tutti gli altri: lo aveva, secondo il racconto del ragazzo, persino fatto uscire da un carcere del dittatore Menghistu. Ma come avere la certezza che il nuovo arrivato fosse davvero figlio di quello sconosciuto, che pure conosceva la storia giovanile del loro padre infinitamente meglio di Ilaria e di Attilio Junior? Quest'ultimo ventila la possibilità di una prova del DNA, tuttavia ciò che sembra evidente a tutti è il fatto che Shimeta è molto più ferito dai patimenti del viaggio, fino al punto da fuggire quando Attilio gli propone di assumerlo come aiutante marinaio nelle crociere che sono il suo lavoro. Il ragazzo sparisce e viene ritrovato in un centro per clandestini che aspettano il rimpatrio. A lungo Ilaria e Attilio lo cercano, prendendo coscienza di quanto siano lontani in tutti i sensi dai loro fratelli noti, dal babbo così inaffidabile, dalla famiglia romagnola da cui il loro padre è uscito. Una sola volta hanno visto il loro zio paterno, Otello Profeti e hanno compreso di essere davanti a una montagna di segreti.
Al lettore non sarà nascosto nulla della strana vita della famiglia Profeti, però il vecchissimo patriarca, con astuzie incredibili, non si fa mai cogliere. Egli aveva giurato, da bambino, che tutti sarebbero morti, eccetto lui e finora la lunghissima vecchiaia sembra dimostrare che la ragione sia dalla sua parte. E dopo i segreti di Etiopia ci sono quelli del dopoguerra, dell'ascesa politica al fianco di un nobile romano, della corruzione, di Tangentopoli, del carcere evitato "perché non abbastanza importante da conoscere le cose più compromettenti". Così si sbroglia il canovaccio di una vita lunga e piena di troppo: amore, sentimento paterno, denaro, bugie, istrionismo. Ma, con tutto questo, neppure il quasi mitologico Attilio Profeti padre saprà mai del nipote d'Africa, perché nessuno si azzarderà a dirglielo.
Ora però, nel 2010, Ilaria può sottrarre il giovane alla detenzione, attraverso un politico, Piero Casati, con cui da sempre ha una relazione. Piero si fa convincere e in pochi giorni il sedicente Shimeta è liberato, anzi accolto con affetto dai suoi presunti zii, Attilio e Ilaria. Ma Piero ha voluto qualcosa in cambio: sapere chi ha effettivamente liberato. Dopo aver smosso mari e monti in Italia e soprattutto in Etiopia, viene a sapere che il vero Shimeta è morto per le torture inflitte dalla polizia. Il ragazzo altri non è che il cugino fraterno di Shimeta, al quale la nonna Abeba aveva dato i documenti del defunto, perché arrivasse in qualche modo in Italia.Il suo nome è Senay,che significa "regalo".

## Personaggi
- Attilio Profeti, nato nel 1915, vissuto fino al 2012, ha combattuto nella Guerra d'Etiopia dove ben presto si è affiancato a Lidio Cipriani per esperimenti sulla razza. Tornato in Patria, ha proseguito la carriera di studioso e politico, arrivando allo scandalo di Tangentopoli, senza però esserne danneggiato. È padre di numerosi figli, frutto di unioni con tre donne.
- Marella, milanese, è la prima moglie legale di Attilio. È la madre di Federico e Emilio, nati negli anni '50 e di Ilaria, nata a ridosso del 1970.
- Anita, è la seconda moglie di Attilio, più giovane di lui di ventisette anni. La coppia ha avuto un figlio, chiamato Attilio, nato attorno al 1980 e tenuto nascosto. La scoperta della bigamia di Profeti padre ha portato al divorzio e al secondo matrimonio, nonché alla conoscenza tra i fratelli.
- Ernani Profeti, ferroviere capostazione con la passione per l'opera lirica. Ha chiamato Otello il primo figlio e vorrebbe dare il nome Attila al secondo, ma a causa dell'opposizione della moglie, il bimbo si chiamerà Attilio e manterrà il soprannome di Attila.
- Viola Profeti, moglie di Ernani e madre di Otello e Attilio. Non nasconde il fastidio per il marito e un uguale sentimento per il primogenito, mentre è troppo parziale verso Attilio. Di sentimenti fascisti e antiebraici, finirà sotto i colpi di una mitragliatrice tedesca, mentre il marito sta soccorrendo i prigionieri senza cibo e acqua chiusi in un treno diretto ai lager.
- Otello Profeti, ingegnere, va a combattere sul fronte africano nella Campagna del Nordafrica e nel 1943 sarà fatto prigioniero degli Alleati: internato nel campo di Hereford, sarà tra i pochi che riterranno un disonore collaborare con i vincitori. Per tutta la vita Otello patisce il confronto con Attilio, tanto più bello e fortunato di lui.
- Federico e Emilio, i figli maggiori di Attilio Profeti e Marella. Non hanno un ruolo di rilievo nel libro, tendono a scansare i problemi di famiglia e sono sempre stati rivali per accaparrarsi le attenzioni del padre. Entrambi gli somigliano nell'aspetto fisico (longilinei, biondi e con occhi azzurri), ma non hanno il nerbo paterno. Tuttavia Emilio è un attore televisivo di successo.
- Ilaria, ultimogenita di Attilio e Marella, fa l'insegnante e si lascia prendere dalle beghe in famiglia. Ha poco da condividere con i fratelli maggiori e preferisce il fratellastro Attilio Jr., che oltretutto abita proprio accanto, dirimpetto a lei.
- Attilio Profeti (sempre chiamato Attilio), figlio di Anita e dell'ormai anziano Attilio senior. Ha circa trent'anni e fa come lavoro l'organizzatore di gite in barca a vela, crociere e simili. Molto affiatato con Ilaria, è per lei sempre aperto e serenamente gentile.
- Piero Casati, politico di Forza Italia e innamorato di Ilaria sin dalla fanciullezza, è figlio di un "collega" di Attilio padre. Anche Ilaria si trova bene nella relazione con Piero, ma non vuole legami stabili.
- Edoardo Casati, padre di Piero e principale artefice della fortuna finanziaria di Attilio Profeti, suo collaboratore. Tuttavia Casati, di nobile stirpe romana, si considera superiore al suo protetto e lo fa intendere chiaramente: con Attilio condivide solo ciò che gli fa comodo.
- Abeba Ezezew, giovane etiope, con cui Attilio Profeti padre ha convissuto nel periodo di guerra in Africa. Dall'unione è nato un figlio che però il padre non ha mai visto e del quale ha appreso l'esistenza dopo anni dal rimpatrio. Abeba ha avuto inoltre, dodici anni dopo il primogenito, una figlia da un uomo della sua etnia: gli Amara.
- Ietmgeta Attilaprofeti Ezezew, figlio di Attilio e Abeba.
- Shimeta Ietmgeta Attilaprofeti, figlio del precedente e nipote di Abeba.
- Senay, cugino di Shimeta, nipote di Abeba.
- Carbone (Severino), compagno d'armi di Attilio Profeti in Etiopia; sceglie di vivere lì con la famiglia che si è costruito.

## Edizioni
In lingua italiana
- Francesca Melandri, Sangue giusto, Rizzoli, Milano 2017 ISBN 978-88-17-09215-9
- Francesca Melandri, Sangue giusto, Rizzoli, Milano 2019 ISBN 978-88-17-10875-1
- Francesca Melandri, Sangue giusto, Rizzoli, Milano 2021 ISBN 978-88-301-0538-6

In altre lingue
- (DE)  Francesca Melandri, Alle außer mir, trad. Esther Hansen, München [Munich, Germany]: 2020. © 2017
- (NL)  Francesca Melandri, De lange weg naar Rome,  trad. Etta Maris, Cossee, Amsterdam 2018 ©2018
- (FR)  Francesca Melandri, Tous, sauf moi, trad. Danièle Valin, Gallimard, Paris 2019 ©2019
- (HR)  Francesca Melandri, Prava krv, trad. Ana Badurina, Fraktura, Zaprešić 2021.